# 설교집
설교집은 성공회가 종교개혁으로 등장한 시기에 만들어진 설교 모음집이다. 중세에서는 고등한 교육을 많이 받지 못한 기독교 성직자들이 많았으므로 그들을 위해 설교모음집을 작성한 것이다.